# Centrale idroelettrica di Ardenno
La centrale idroelettrica di Ardenno è una centrale elettrica di proprietà dell'Enel situata nel comune di Ardenno in provincia di Sondrio. Viene alimentata da un bacino che offre un salto di 697 metri.